# Eric Pérez
Eric Alexander Pérez, noto con il ring name Eric Escobar (Porto Rico, 18 dicembre 1979), è un wrestler portoricano noto per i suoi trascorsi nella World Wrestling Entertainment dal 2005 al 2010.

## Carriera
Ha partecipato ad alcuni match a WWE SmackDown contro, ad esempio Matt Hardy e Kane. La sua fidanzata Vickie Guerrero lo ha nominato Co-General Manager di Smackdown e ha partecipato ad un match per il WWE Intercontinental Championship contro John Morrison,perdendo.

## Personaggio

### Mosse finale
- Pure Escobar (Running single leg Dropkick) - WWE
- Annexation of Puerto Rico (Lifting sitout DDT) - DSW
- Choke Complete Shot

### Manager
- Angela Fong
- Vickie Guerrero

## Titoli e riconoscimenti
- Deep South Wrestling
  - DSW Tag Team Championship (1) – con Sonny Siaki
- International Wrestling Association
  - IWA Intercontinental Heavyweight Championship (1)
  - IWA Hardcore Championship (3)
  - IWA World Tag Team Championship (3) – con Andy Anderson (1) e Craven (2)
- World Wrestling Council
  - WWC Puerto Rico Heavyweight Championship (1)
  - WWC World Tag Team Championship (1) – con Rico Suave
- Florida Championship Wrestling
  - FCW Florida Heavyweight Championship (1)
  - FCW Florida Tag Team Championship (3) – con Primo Colón
- Pro Wrestling Illustrated
  - 216º tra i 500 migliori wrestler singoli nella PWI 500 (2011)